# Eigart
Der Eigart im Kreis Euskirchen in Nordrhein-Westfalen ist eine 565,5 m ü. NN hohe Erhebung in der Nordeifel.
Der Eigart befindet sich im Naturpark Hohes Venn-Eifel etwas östlich des Nationalparks Eifel. Er liegt westlich des Schleidener Stadtteils Berescheid.
Die landwirtschaftlich genutzte Erhebung ist Ausgangspunkt für Wanderungen rund um Berescheid, die auch in den nahen Nationalpark führen. Sie ist Aussichtspunkt, von dem der Blick über Berescheid und das Tal des zum Olef-Einzugsgebiet gehörenden Schafbachs unter anderem bis zur Hohen Acht reicht.